# Fajid
Fajid (arab. فاقوس) – miasto w Egipcie, w muhafazie Ismailia. W 2006 roku liczyło 21 808 mieszkańców.